# Большая галерея Лувра
Большая галерея Лувра — галерея, некогда связывавшая Лувр с дворцом Тюильри, ныне — часть музея Лувр. Объединяет в себе 710-й, 712-й и 716-й залы музея.
Галерея расположена на первом этаже крыла Денон. Длина галереи 265 метров, ширина — 9,5 метров.

## История галереи

### При Генрихе IV
Здание, связывающее Лувр с дворцом Тюильри, на первом (по французской системе отсчёта) этаже которого находится Большая галерея Лувра, было построено архитектором Луи Метезо в 1594 году, при Генрихе IV, когда король вернулся в Париж после Религиозных войн. Первоначально здание — и одновременно с ним Большая галерея — были длиной более 400 метров. На нижних этажах здания были расположены конюшни, мастерские художников, подсобные помещения.
Внутреннее оформление галереи не было завершено в момент убийства короля: голые стены со множеством окон, никаких колонн или картин.

### При Людовике XIII
Людовик XIII не оставил мемуаров, но первый медик молодого короля Жан Эроар оставил подробный дневник, описывающий ежедневные занятия Людовика III. В детстве сын Генриха IV часто играет в большой галерее: он помогает строителям класть плитку на пол, он проводит в галерее парад своих солдат, устраивает гонку на собачьих упряжках и даже охоту на лис или барсуков. Юношей будущий Людовик XIII занимается в Большой галерее фехтованием и играет в бильярд.
Став монархом, Людовик XIII продолжает внутреннее оформление галереи. Он нанимает для этого архитектора Лемерсье, художников Фукьера и Пуссена. Но даже к концу правления Людовика XIII оформление галереи так и не закончено.

### При Наполеоне
Свадьба Наполеона с Марией-Луизой проходила в преобразованном в часовню Квадратном Салоне Лувра. Чтобы попасть туда из Дворца Тюильри, император с императрицей должны были пройти по Большой Галерее Лувра, уже использовавшейся в качестве галереи музея Наполеона. Занимавшиеся устройством празднования Персье и Фонтен потребовали снять со стен галереи картины, но Денон категорически отказался это сделать. После угрозы Персье и Фонтена сжечь картины в случае неподчинения, Денон уступает им в Квадратном салоне, но оставляет картины Большой галереи — в альбоме акварелей Перьсе и Фонтена, задокументировавшем различные стадии празднования свадьбы императора, можно видеть картину «L’Empereure et l’Impératrice traversant la Grande Galerie du Musée pour se rendre à la Chapelle du mariage, 2 avril 1810».

### Юбер Робер
В 1778 году, когда было принято решение об открытии музея в Лувре, Юбер Робер назначен Хранителем королевского музея (фр. Garde du Museum) с миссией подготовить к выставке шедевры из королевской коллекции. Он же вошёл в комиссию по обустройству Большой галереи, в то время представлявшей собой длинный коридор со множеством окон.
Вплоть до 1793 году художник живёт в Лувре, под Большой галереей, за это время он рисует 13 картин с изображением Лувра, в том числе 9, изображающих реальные и воображаемые виды Большой галереи — важные исторические документы, позволяющие увидеть различные проекты по переделке зала, а также проследить историю реальной его трансформации. В настоящее время все эти картины хранятся в Лувре.

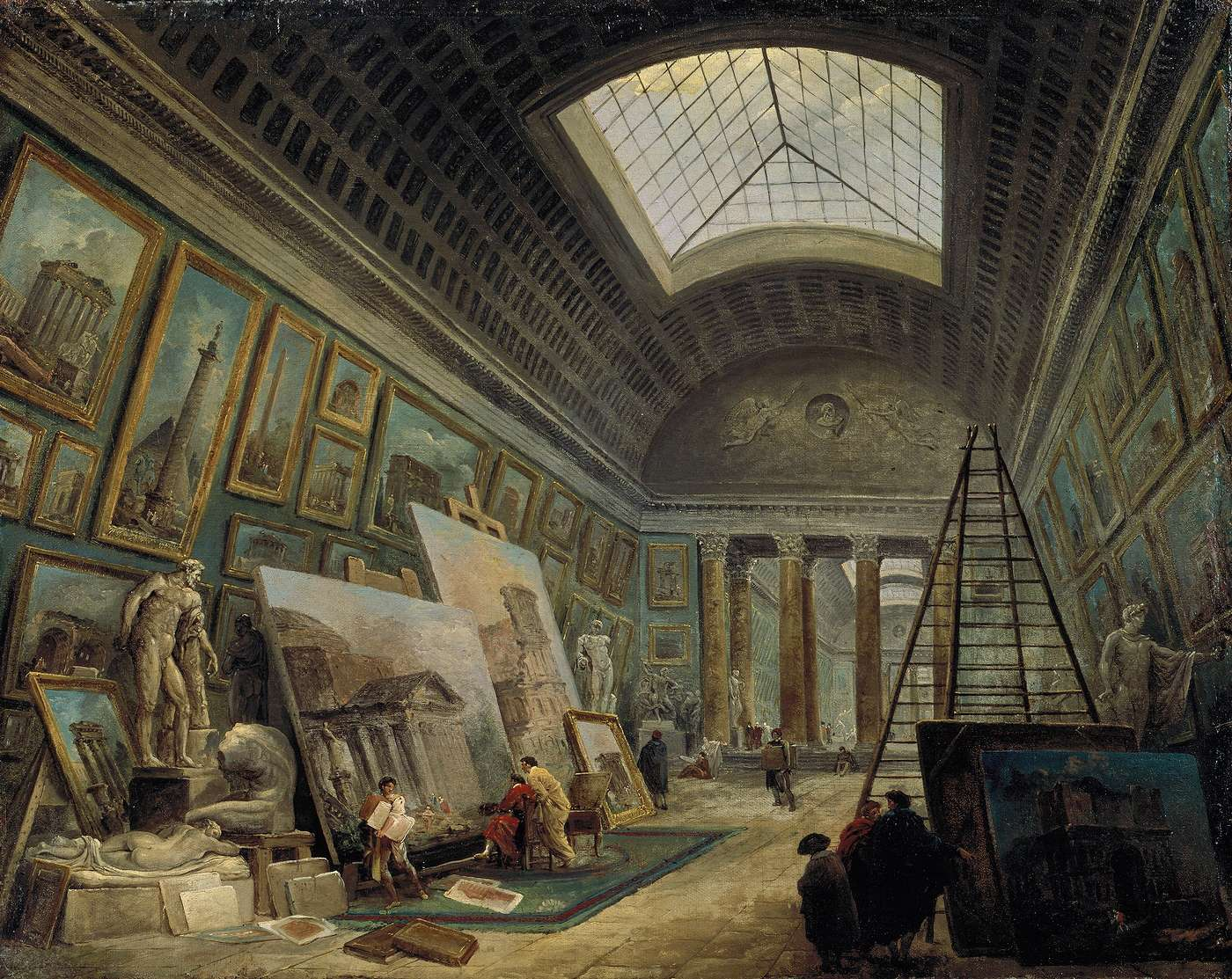
Большая галерея Лувра, 1789
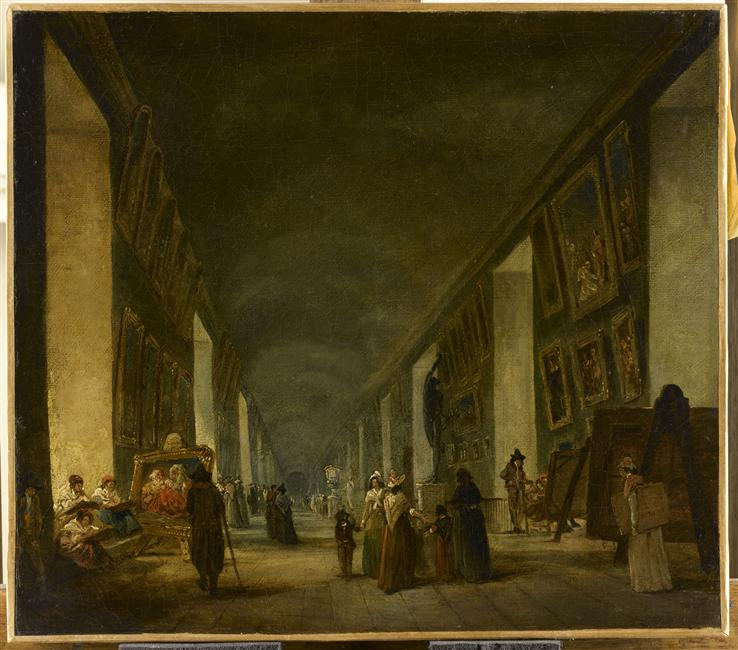
Большая галерея Лувра, между 1794 и 1796
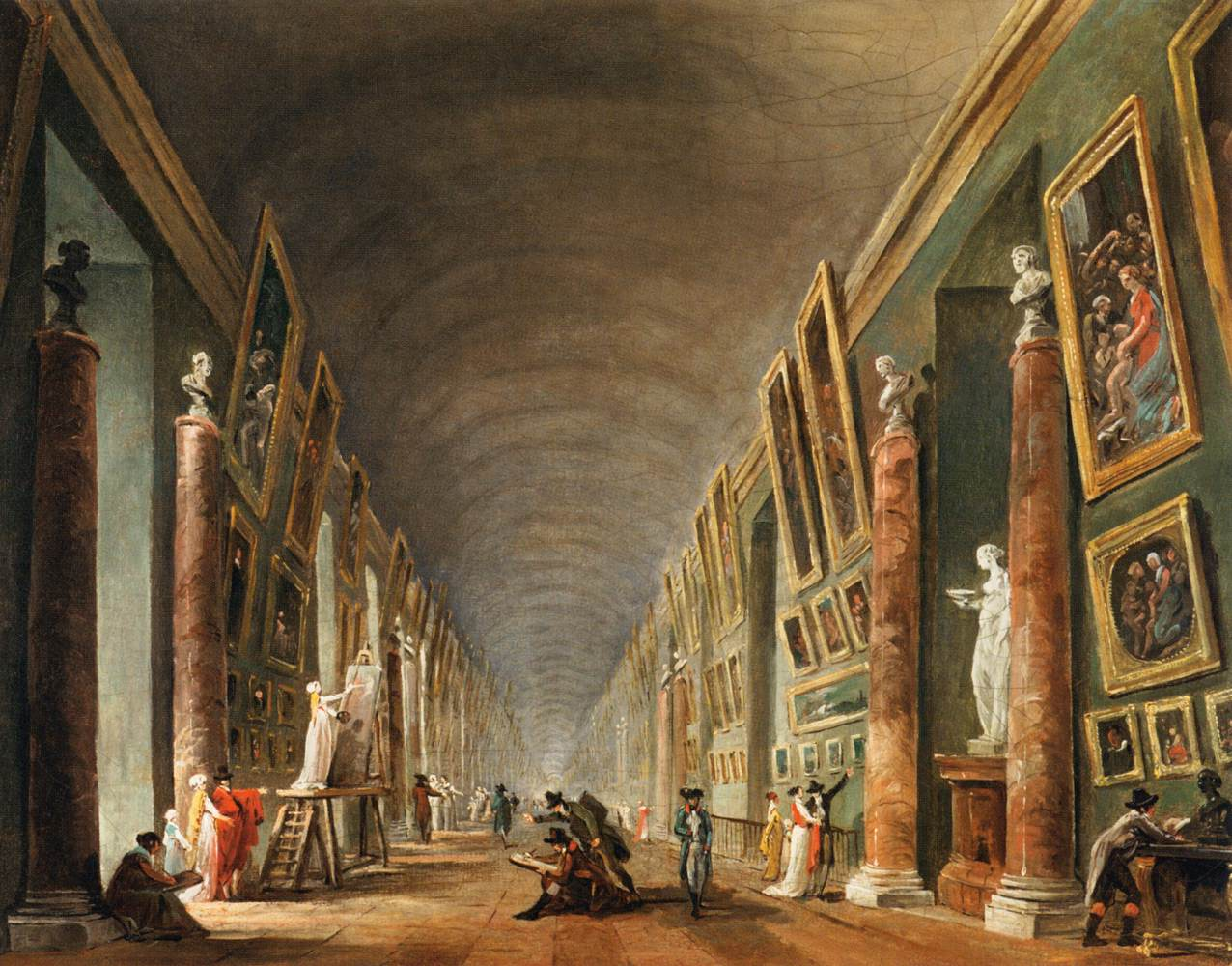
Большая галерея Лувра, около 1795
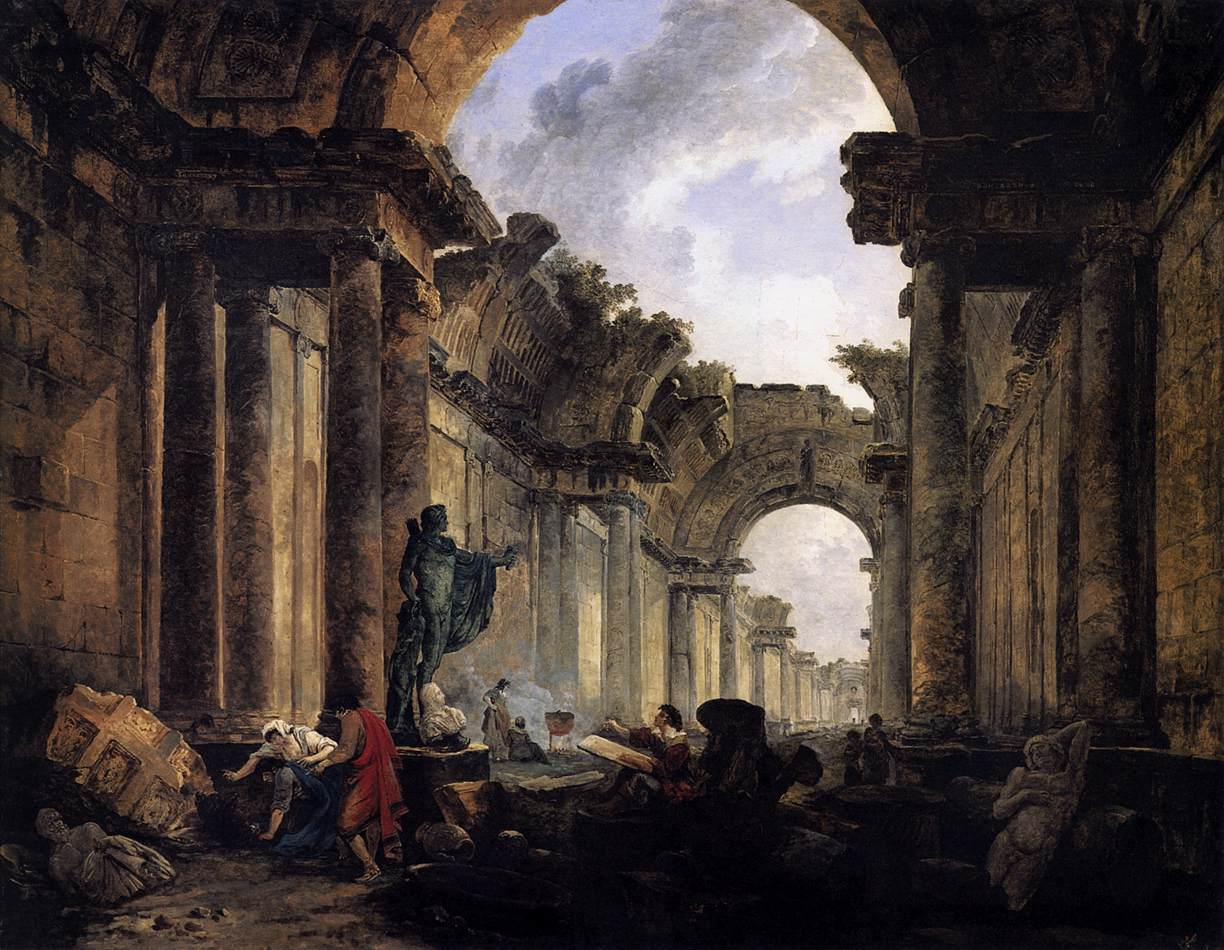
Воображаемый вид Большой галереи Лувра в руинах, 1796
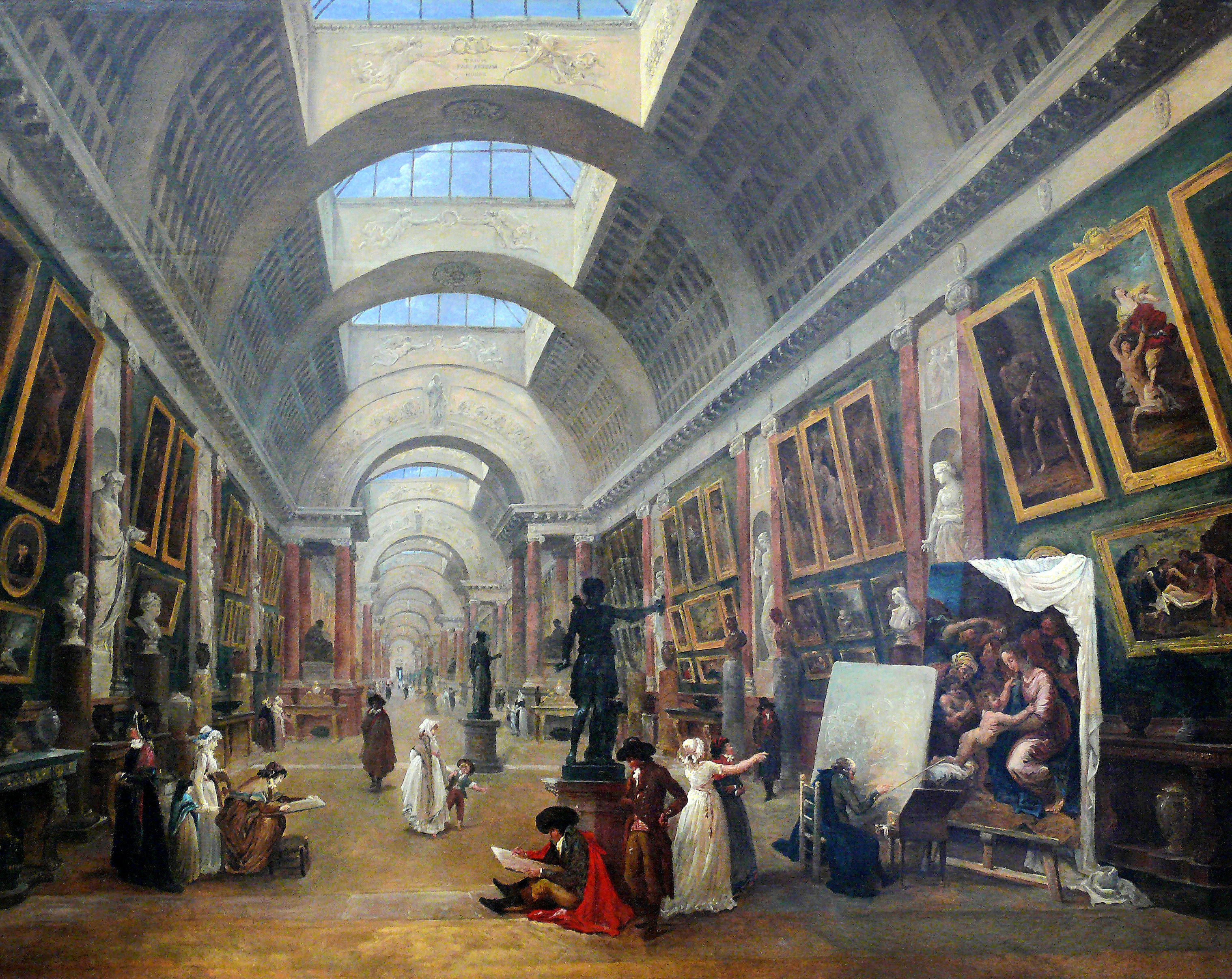
Проект обустройства Большой галереи Лувра, 1796
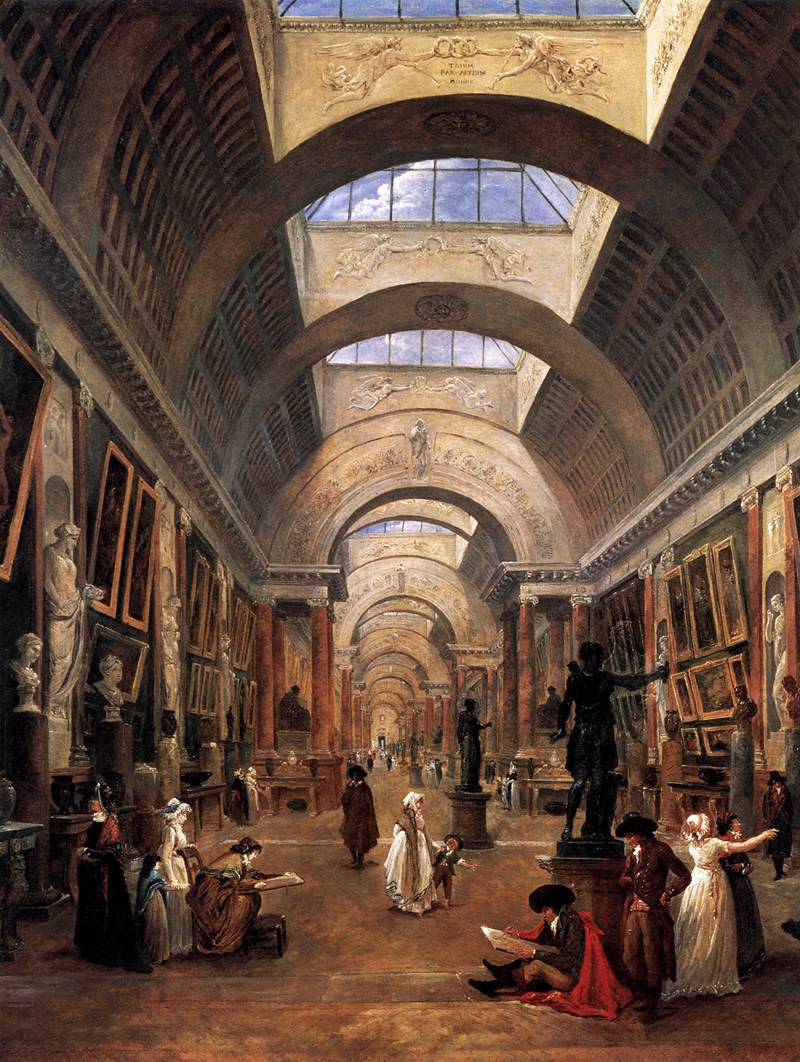
Проект обустройства Большой галереи Лувра, 1796
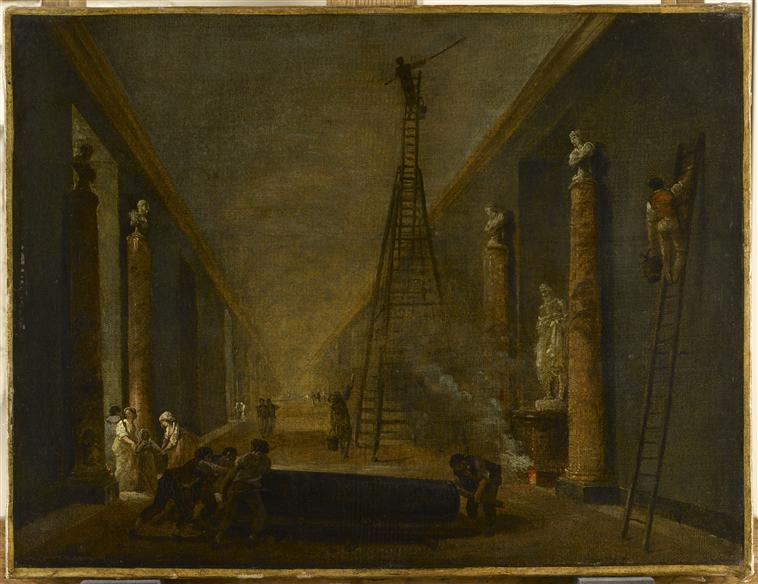
Большая галерея Лувра во время реставрации, около 1798-1799
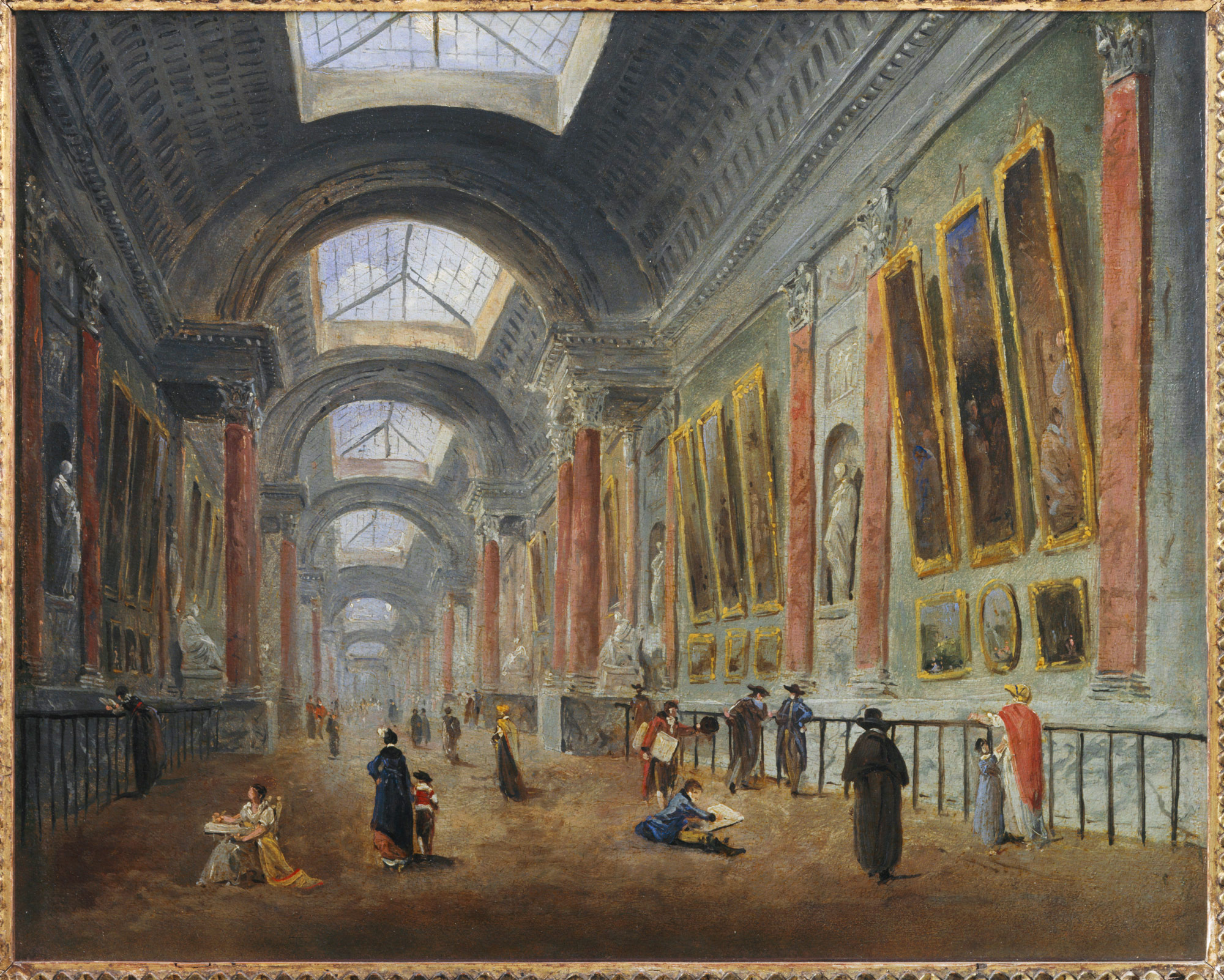
Проект обустройства Большой галереи Лувра, после 1801
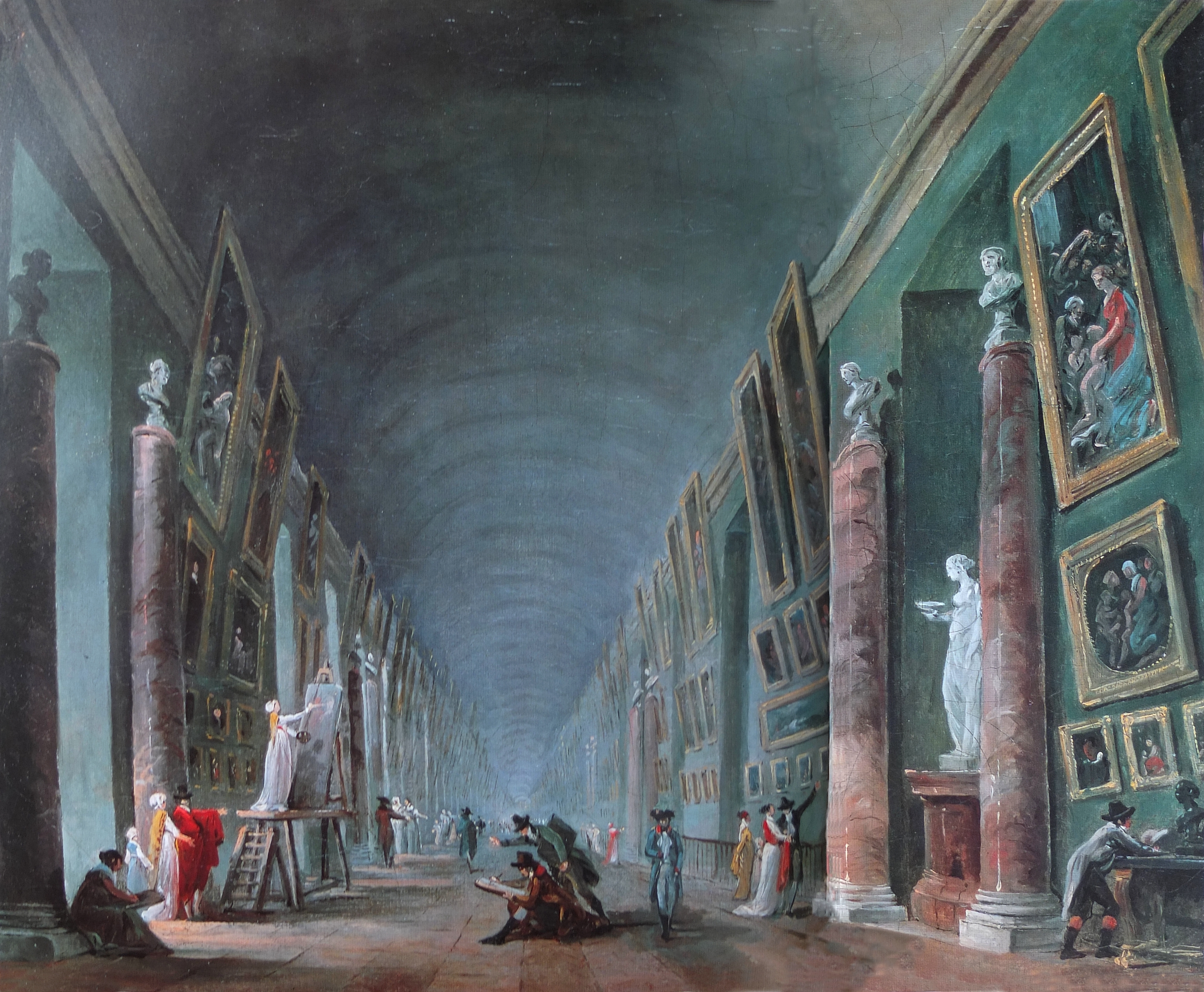
Большая галерея Лувра, после 1801

### Музей
10 августа 1793 в Большой Галерее Лувра впервые открылся музей Лувра. Здесь были выставлены 665 предметов искусства — ядро коллекции музея.